# Wehre (Schladen-Werla)
Wehre ist ein Ortsteil der Gemeinde Schladen-Werla im Landkreis Wolfenbüttel, Niedersachsen (Deutschland) mit 227 Einwohnern (Stand: 31. Mai 2018).

## Geographie
Wehre liegt etwa 4 km südwestlich von Schladen zwischen dem Südteil des Salzgitter-Höhenzugs im Westen, dem Harlyberg im Südosten und Liebenburg im West-Nordwesten auf der Anhöhe Hagenberg. Die Feldmark erlaubt eine gute Sicht auf den Harz, so sind bei klaren Wetterverhältnissen der Windpark Immenrode, der Sudmerberg und das westliche Harzburger Harzvorland zu sehen.
Östlich der Ortschaft entspringt der Ahlerbeek, ein Nebenbach der Wedde.

### Nachbarorte
| Salzgitter-Bad Liebenburg Neuenkirchen | Gielde                                      | Schladen Isingerode |
| Döhren                                 | Kompassrose, die auf Nachbargemeinden zeigt | Göddeckenrode       |
|                                        | Weddingen Immenrode                         | Beuchte Lengde      |

## Geschichte

### Ortsname und Frühgeschichte
Wehre wurde an einer großen Heer- und Handelsstraße zwischen Goslar und Magdeburg gegründet. Das damals zum Liergau gehörende Dorf wurde im Jahr 1053 in einer Urkunde des römisch-deutschen Kaisers Heinrich III. (1016–1056) erstmals erwähnt, nachdem Thietmar (Sachsen) infolge eines kaiserlichen Streits seiner Güter entledigt wurde. Unter folgenden Namen wurde Wehre daneben erwähnt:
- 1146: Werre
- 1174/95: Werra
- 1209: Werro
- 1337: Were
- 1551: Wer
- 1696: Wehre

Als am wahrscheinlichsten gilt die Deutung von Wehre als „geschützte erhöhte Stelle“. Dieser Name ginge hier dann aus einer urgermanischen Wurzel *wara- hervor. Möglich, und in der weiteren Entwicklung an die Bedeutung angepasst ist zudem auch die Bedeutung als Fischwehr (altsächsisch werr).
Anfangs wurde die heutige Ortschaft Werre noch als Groß Werre bezeichnet, bevor sie im Jahre 1146 in einer Stiftungsurkunde des Klosters St. Godehard in Hildesheim ohne weiteren Zusatz erwähnt wird.

#### Klein Wehre
Etwa 1,7 Kilometer nordöstlich von Wehre (ungefähre Koordinaten: 52° 1′ N, 10° 31′ O) befindet sich die Wüstung Klein Wehre (auch als Ostwehre bezeichnet), an der Ortsstelle wurden Einzelfunde bis in die Eiszeit entdeckt. Die Ortschaft wurde zusammen mit dem Hauptort Wehre erwähnt, und zwar im Jahr 1053 als Ostwerri. Der bis zum Schluss als Lutteken Were überlieferte Ausbauort fiel wahrscheinlich Ende des 16. Jahrhunderts, eventuell erst im Dreißigjährigen Krieg wüst.

### Neuzeit
Im Dreißigjährigen Krieg wurde Wehre 1626 stark beschädigt, nachdem Truppen aus Lutter am Barenberge die Ortschaft einnahmen.
Zum Ende des Zweiten Weltkriegs wurde Wehre am 9. April 1945 kampflos von amerikanischen Truppen eingenommen. Bis zum 1. März 1974 gehörte Wehre zum Landkreis Goslar, bevor der Ort in die Gemeinde Schladen eingegliedert und diese zusammen mit weiteren Gemeinden im Austausch mit dem bis dahin wolfenbüttelschen Bad Harzburg in den Landkreis Wolfenbüttel aufgenommen wurde. Mit der Umwandlung der Samtgemeinde Schladen in eine Einheitsgemeinde wurde Wehre am 1. November 2013 zu einem Ortsteil der Gemeinde Schladen-Werla.

### Einwohnerentwicklung
Durch den Zuzug von Heimatvertriebenen verdoppelte sich die Einwohnerzahl Wehres in der Nachkriegszeit, bevor sie bis auf den heutigen Stand von etwa 230 Einwohnern sank. Die Tendenz für Wehres Bevölkerung ist negativ.
| Wehre (Schladen-Werla) Bevölkerungsentwicklung seit 1950 | Wehre (Schladen-Werla) Bevölkerungsentwicklung seit 1950 | Wehre (Schladen-Werla) Bevölkerungsentwicklung seit 1950 | Wehre (Schladen-Werla) Bevölkerungsentwicklung seit 1950 | Wehre (Schladen-Werla) Bevölkerungsentwicklung seit 1950 |
| Entwicklung | Jahr                                                     | Einwohner                                                | Bemerkungen                                              |                                                          |
| --- | -------------------------------------------------------- | -------------------------------------------------------- | -------------------------------------------------------- | -------------------------------------------------------- |
| Die zur Anzeige dieser Grafik verwendete Erweiterung wurde dauerhaft deaktiviert. Wir arbeiten aktuell daran, diese und weitere betroffene Grafiken auf ein neues Format umzustellen. (Mehr dazu) | 1950                                                     | 670                                                      | Schätzung                                                |                                                          |
| Die zur Anzeige dieser Grafik verwendete Erweiterung wurde dauerhaft deaktiviert. Wir arbeiten aktuell daran, diese und weitere betroffene Grafiken auf ein neues Format umzustellen. (Mehr dazu) | 2003                                                     | 259                                                      | zum 30.09.                                               |                                                          |
| Die zur Anzeige dieser Grafik verwendete Erweiterung wurde dauerhaft deaktiviert. Wir arbeiten aktuell daran, diese und weitere betroffene Grafiken auf ein neues Format umzustellen. (Mehr dazu) | 2015                                                     | 248                                                      | zum 30.06.                                               |                                                          |
| Die zur Anzeige dieser Grafik verwendete Erweiterung wurde dauerhaft deaktiviert. Wir arbeiten aktuell daran, diese und weitere betroffene Grafiken auf ein neues Format umzustellen. (Mehr dazu) | 2016                                                     | 239                                                      | zum 30.04.                                               |                                                          |
| Die zur Anzeige dieser Grafik verwendete Erweiterung wurde dauerhaft deaktiviert. Wir arbeiten aktuell daran, diese und weitere betroffene Grafiken auf ein neues Format umzustellen. (Mehr dazu) | 2018                                                     | 227                                                      | zum 31.05.                                               |                                                          |
| Quelle: |                                                          |                                                          |                                                          |                                                          |

## Politik

### Wappen
Das Wehrer Wappen wurde von Wilhelm Krieg entworfen und orientiert sich am Wappen der Herren von Wehre (um 1370). Volksetymologisch wird es mit der Wehrhaftigkeit des Ortes in Verbindung gebracht.

## Infrastruktur

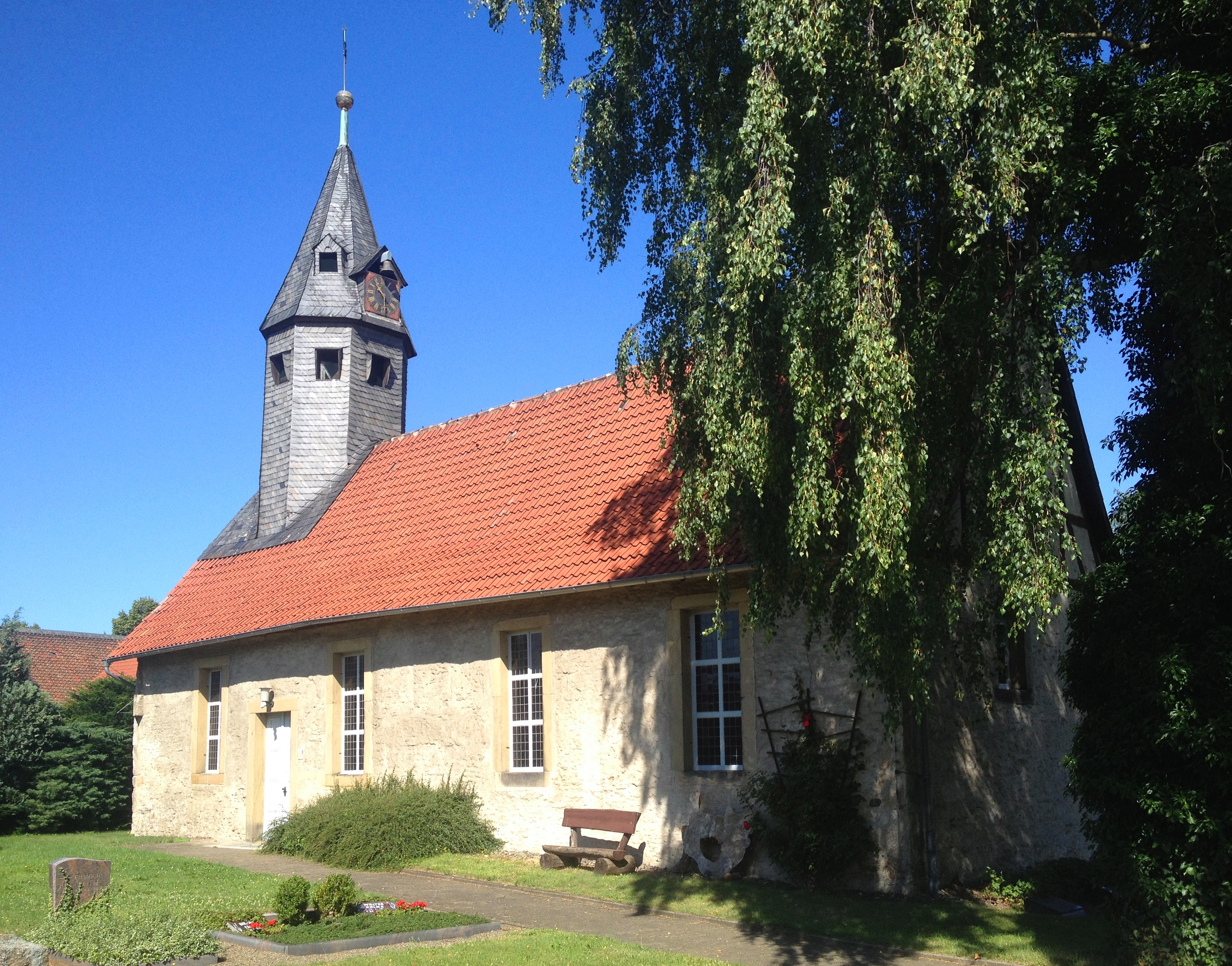
Kirche in Wehre

### Wirtschaft
Die Ortschaft ist landwirtschaftlich geprägt und verfügt über die Freiwillige Feuerwehr Wehre sowie einen Sportplatz. Weiterhin verfügt Wehre über ein Jugendzentrum. Beliebte Ausflugsziele in der Umgebung sind das nahe gelegene Kissenbrück und der Harlyturm auf dem Harlyberg.

### Verkehr
Wehre ist über die K 85 nach Norden an den Fernverkehr (Abfahrt Schladen-Nord der künftigen[veraltet] Bundesautobahn 36) und die Ortschaften Neuenkirchen, Gielde und Schladen sowie nach Süden an die Bundesstraße 82 und nach Weddingen/Immenrode angebunden. Die nach Osten abzweigende K 86 führt zudem nach Beuchte und Lengde, die Gemeindestraße Sudholzweg führt unmittelbar nach Schladen und der nach Westen führende Döhrener Weg nach Klein Döhren.

#### ÖPNV
Buslinien des Regionalbus Braunschweig bedienen die Ortschaft und führen bis nach Schladen, Hornburg und Wolfenbüttel.

### Religion
Wehre verfügt über eine evangelisch-lutherische Kirche. 2018 fusionierten die bisherigen Kirchengemeinden Wehre, Beuchte und Schladen zu einem Kirchenverband.